# Alonzo Church
Alonzo Church (født 14. juni 1903, død 11. august 1995) var en amerikansk matematiker, som var ansvarlig for noget af det grundlæggende teoretiske datalogi.
I 1924 modtog han en kandidat fra Princeton University og færdiggjorde sin Ph.D. der i 1927. Efterfølgende underviste han samme sted i årene 1929 til 1967, samt ved University of California, Los Angeles i de følgende 13 år.